# Dauði Baldrs
Dauði Baldrs es el quinto álbum de estudio del grupo de black metal noruego Burzum
Varg Vikernes grabó el álbum en la cárcel, con los medios que le podían proporcionar, en este caso un sintetizador y una grabadora por lo cual el álbum es instrumental (lo mismo ocurre con su siguiente álbum Hliðskjálf). Es el primer álbum de música ambiente, siguiendo la mitología nórdica, la voz narraría la muerte del dios Baldr. El tono del disco es repetitivo, siguiendo la estética oscura de anteriores trabajos. El álbum incluye un texto interpretativo escrito por Vikernes en alemán y noruego sobre la muerte de Baldr
.
En el álbum de 2010, Belus la canción Belus' Død está inspirada en la canción de Dauði Baldrs de este mismo álbum. Algunas copias tienen un gran error en la portada, ya que a "BURZUM" le falta la "M" final.

## Lista de canciones
1. Dauði Baldrs – 8:49
2. Hermoðr Á Helferð – 2:41
3. Bálferð Baldrs – 6:05
4. Í Heimr Heljar – 2:02
5. Illa Tiðandi – 10:29
6. Móti Ragnarokum – 9:04

## Diseño artístico
El diseño de la portada fue realizado por Tanya Stene.

## Créditos
- Varg Vikernes – todos los instrumentos están interpretados por Vikernes al igual que las canciones que están compuestas por él.